# Campagne partiche di Settimio Severo
Le campagne partiche di Settimio Severo (195-198) costituirono l'ennesimo successo delle armate romane sui Parti per la supremazia sul vicino regno d'Armenia. Dopo questa disfatta i Parti verranno prima battuti dalle armate romane del figlio, Caracalla (215-217), e poi sostituiti nel 224 dalla dinastia dei Sasanidi.

## Contesto storico
La dinastia dei Severi che regnò sull'Impero romano tra la fine del II e i primi decenni del III secolo, dal 193 al 235, con una breve interruzione durante il regno di Macrino tra il 217 e il 218, ebbe in Settimio Severo il suo capostipite ed in Alessandro Severo il suo ultimo discendente. La nuova dinastia era nata sulle ceneri di un lungo periodo di guerre civili, dove si affrontarono altri tre contendenti oltre a Settimio Severo (Didio Giuliano, Pescennio Nigro e Clodio Albino). Nei nomina degli imperatori era, inoltre, presente un chiaro riferimento alla dinastia degli Antonini. Il motivo era quello di creare una forma di continuità ideale con la precedente dinastia, quasi non ci fosse stata alcuna interruzione, neppure con il predecessore Pertinace.

### Casus belli
Settimio Severo decise di invadere l'Osroene nel 195, poiché i Parti avevano aiutato nel corso del 194 il suo diretto rivale alla porpora imperiale, Pescennio Nigro, che era stato sconfitto in tre battaglie (a Cizico, Nicea ed Isso), e nel tentativo di rifugiarsi presso i Parti, fu raggiunto e ucciso.

## Forze in campo
Le operazioni di questi anni di guerra al di là che permisero allo stesso imperatore di costituire tre nuove legioni:
- I Parthica, II Parthica e III Parthica;

ne coinvolsero direttamente altre come:
- la Legio III Cyrenaica, Legio III Gallica, Legio IIII Scythica, Legio VI Ferrata, Legio X Fretensis, Legio XII Fulminata, Legio XIIII Gemina, Legio XV Apollinaris e XVI Flavia Firma;

oltre ad alcune vexillationes provenienti da altri fronti come:
- la I Adiutrix, I Italica, I Minervia, II Adiutrix, II Traiana, III Augusta, Legio V Macedonica, Legio VII Claudia Pia Fidelis, Legio VIII Augusta, Legio XI Claudia Pia Fidelis, Legio XIII Gemina e Legio XXII Primigenia e XXX Ulpia Traiana Victrix.[1]

Il totale delle forze messe in campo dall'Impero romano potrebbe aver superato i 150 000 armati coinvolti; di essi, una metà fu costituita da legionari (provenienti da ben 24-25 legioni), la restante da ausiliari.

## Fasi del conflitto

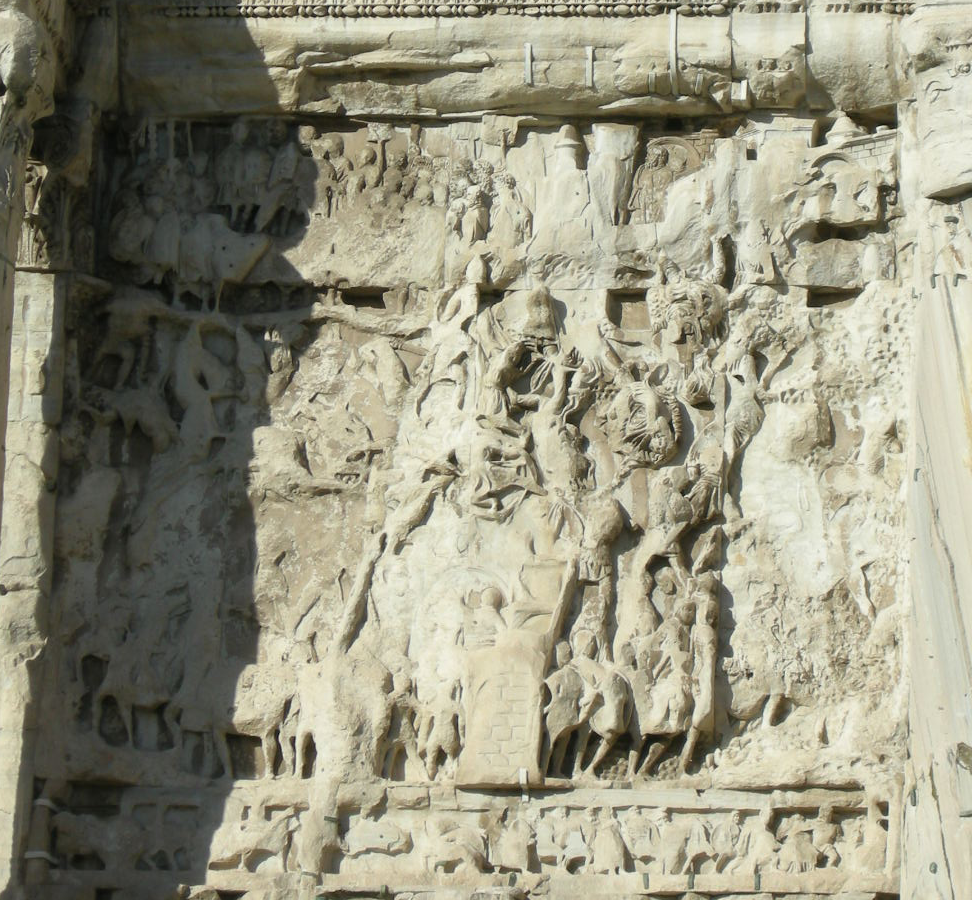
Il primo pannello dell'arco trionfale a Roma mostra la campagna contro Adiabeni ed Osroeni. Si riconosce la partenza delle truppe romane dal castrum (registro inferiore); il primo scontro (registro centrale); la liberazione di Nisibis e la fuga di Vologase V (registro superiore-destro); ladlocutio all'esercito, con Severo sul suggesto, i figli e gli alti ufficiali (registro superiore-sinistro).

### Prima guerra partica (194-195)
Si erano ribellati a Roma, Adiabeni ed Osroeni, mettendo sotto assedio la città di Nisibis. Venuti, però, a sapere che Severo aveva sconfitto ed ucciso Pescennio Nigro, decisero di chiedere il suo perdono, sebbene non fossero disposti a liberare le guarnigioni romane sottratte a Nigro. Anzi pretendevano che i Romani lasciassero libero il resto del loro paese. Motivo per cui Severo non esitò a condurre contro gli stessi la guerra. Egli, infatti, partito da Antiochia alla volta dell'Eufrate, lo attraversò a Zeugma nel corso di quell'estate particolarmente calda, tanto che l'armata romana rischiò di perdere numerosi soldati per disidratazione.
Dopo un primo scontro, riuscì a liberare la città di Nisibis, che evidentemente era romana dai tempi delle campagne di Lucio Vero. Decise quindi di dividere l'esercito in altri tre tronconi, inviando i suoi sottoposti, Laterano, Leto e Candido in diverse direzioni per sottomettere tutte le città che si erano ribellate in precedenza. Rientrati dopo aver raggiunto il loro obiettivo, Severo divise nuovamente l'esercito tra Leto, Anullino (probabilmente quel Publio Cornelio Anullino, console nel 175 e nel 199) e Probo ed inviandoli contro un certo Arche, evidentemente un re della zona, forse appartenente alla popolazione degli Arabi della città fortificata di Hatra, assediata almeno due volte da Severo (anche durante la campagna del 197-198).
Alcune di queste scene sono rappresentate nel primo pannello sud-est dell'arco di trionfo posizionato vicino alla curia Iulia nel foro romano. Al termine delle operazioni di guerra costituì nuovamente la provincia di Mesopotamia (che comprendeva il solo Osroene ed Adiabene) ponendovi a presidio due delle tre nuove legioni appena create (la legio I e la III Parthica), sotto la guida di un prefetto di rango equestre. Per questi successi assumeva i titoli di Adiabenicus e Arabicus.

### Seconda guerra partica (197-198)
La seconda campagna fu condotta dall'estate del 197 alla primavera del 198.

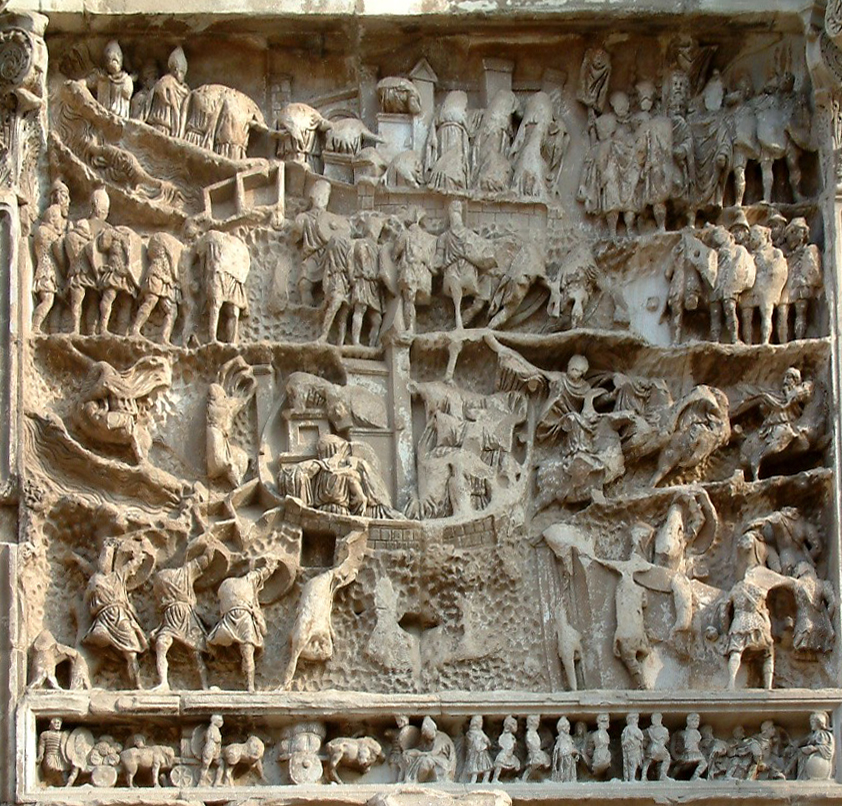
In questo terzo pannello è rappresentato l'avvicinamento dei Romani a Seleucia, da dove i Parti fuggono a cavallo (registro inferiore); gli abitanti rimasti, si arrendono supplichevoli a Severo (registro centrale), che entra trionfante nella città conquistata (registro superiore).

197La campagna era iniziata a causa di un nuovo assedio delle armate partiche alla città di Nisibis, la quale resistette grazie alle capacità del suo comandante, quel Leto che partecipò alla precedente campagna del 195. Le armate di Severo, in piene forze, varcarono ancora una volta l'Eufrate presso Zeugma e si diressero con grandi macchine d'assedio alla volta di Edessa, che gli spalancò le porte in segno di accoglienza, ed inviandogli alti dignitari e vessilli quale atto di sottomissione. Il re di Osroene Abgar VIII, promise forze alleate per l'offensiva in Mesopotamia.
Il re dei Parti, Vologase V, venuto a sapere che Severo si stava avvicinando a Nisibis, decise di allontanarsi. Frattanto l'imperatore romano, raggiunta la città, ormai libera dall'assedio, ebbe un incontro inaspettato. Cassio Dione Cocceiano racconta, infatti, che qui trovò un cinghiale enorme, che aveva ucciso un cavaliere romano, il quale aveva tentato invano di abbatterlo. Fu necessario l'intervento di una trentina di soldati per catturarlo e portarlo a Severo.
Severo, costruita una flotta, percorse l'Eufrate con navi estremamente rapide, dove raggiunse prima Dura Europos, proseguì per Seleucia che occupò, dopo aver messo in fuga la cavalleria catafratta dei Parti. L'avanzata proseguì con la cattura di Babilonia che poco prima era stata abbandonata dalle forze nemiche e, verso la fine dell'anno, anche la stessa capitale dei Parti, Ctesifonte, fu posta sotto assedio. La città ormai circondata, tentò inutilmente di resistere all'impressionante macchina militare che l'imperatore romano era riuscito a mettere insieme (circa 150 000 armati). Quando ormai era prossima alla capitolazione, il re Vologase V abbandonò i suoi e fuggì verso l'interno dei suoi territori. La città fu saccheggiata e molti dei suoi abitanti furono uccisi dai soldati romani, come era successo in passato ai tempi di Traiano (nel 116) e Lucio Vero (nel 165).

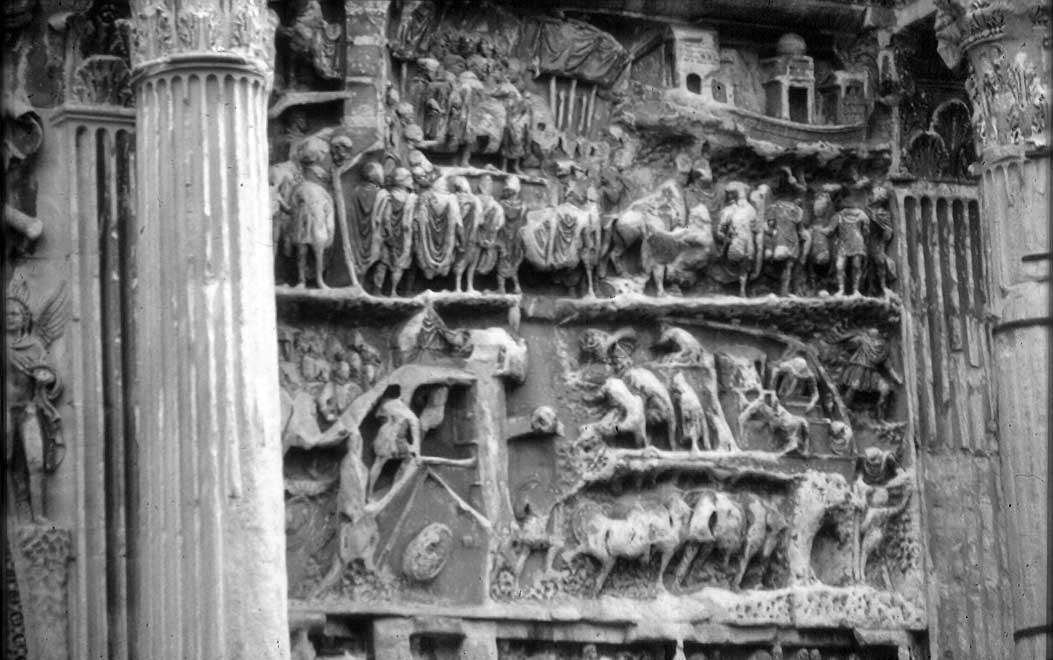
Rilievo dellAssedio e presa di Ctesifonte. In questo quarto pannello sono rappresentate le macchine da guerra attorno alla capitale dei Parti (registro centrale), dalla quale fugge il re Vologase V (a destra in basso); a fianco una scena poco chiara, che rappresenterebbe l'elevazione di Caracalla ad Augusto (registro superiore-destro); adlocutio di Severo alle truppe (registro superiore-centrale); un cavaliere allude al ritorno dalla spedizione (angolo in alto a sinistra).

198Severo trascorse l'inverno nei pressi della capitale partica e verso febbraio-marzo decise di risalire il Tigri per far ritorno tra i confini romani. Durante la ritirata tentò invano per la seconda volta di assediare l'importante roccaforte di Hatra, ma anche questa volta senza successo, visto che molte delle sue macchine erano state distrutte e molti dei suoi uomini erano feriti. Si racconta poi che durante questa guerra mise a morte due importanti personaggi. Si trattava di un certo Giulio Crispo, un tribuno del pretorio, poiché si era lamentato della lunga guerra , ed aveva citato Virgilio, secondo il quale "mentre Turno voleva sposare Lavinia, noi moriamo tutti inascoltati", riferendosi alle lamentele dei soldati; l'altro uomo che mise a morte, questa volta per gelosia, era proprio quel Leto che aveva difeso Nisibi nel corso di queste campagne, forse perché era coraggioso ed amato dai soldati, i quali avevano dichiarato che non avrebbero continuato la guerra se non fosse stato Leto a condurli.
Cassio Dione Cocceiano riferisce, infine, che Severo decise poco dopo, di porre un'altra volta sotto assedio la città di Hatra, portando con sé grandi quantità di viveri e macchine d'assedio, ma in questa occasione si racconta che, non solo perse una grande quantità di denaro per l'allestimento della spedizione, ma anche numerose macchine da guerra (a parte quelle di un certo Prisco), ed inoltre, lo stesso imperatore, nel corso di un attacco alle mura nemiche, per poco non rischiò la vita, decidendo infine di ritirarsi definitivamente recandosi in Egitto. In seguito a questi successi si meritò, però, l'appellativo di Parthicus maximus.

## Conseguenze
| Settimio Severo: aureo                                                                       | Settimio Severo: aureo |
| -------------------------------------------------------------------------------------------- | --- |
|                                                                                              | |
| L SEPT SEV AVG IMP XI PART MAX, testa laureata a destra, in uniforme militare (Paludamentum) | VICToriae PARTHICAE, la Vittoria che avanza verso sinistra e tiene nelle mani una corona ed un trofeo, ai suoi piedi un prigioniero seduto (la Partia). |
| 7,11 g, coniato nel 198/200.                                                                 | |

### Reazioni immediate
Settimio Severo era così riuscito a riconquistare in modo permanente la Mesopotamia settentrionale facendone, come in passato avevano fatto Traiano e Lucio Vero, una nuova provincia romana con a capo un praefectus Mesopotamiae di rango equestre. Per questi successi ottenne il titolo vittorioso di Parthicus maximus, gli fu decretato un Trionfo ed eretto un arco trionfale nel foro romano.

### Impatto sulla storia
La provincia appena formata della Mesopotamia rimase sotto il controllo romano per alcuni decenni e divenne, insieme al regno d'Armenia, oggetto di contesa nei successivi due secoli, almeno fino al IV secolo, con la campagna sasanide di Giuliano del 363. Le invasioni si susseguirono infatti alle ritirate ed a nuove invasioni da parte delle armate romane.